# Distintivo de Piloto de Planadores
O Distintivo de Piloto de Planadores (em alemão:  Segelflugzeugführerabzeichen) foi um distintivo militar da Alemanha Nazi que foi atribuído a pilotos da Luftwaffe durante a Segunda Guerra Mundial, depois de terem concluído a instrução de pilotagem de planadores. Militares dispensados de serviço que cumprissem os requisitos também podiam receber este distintivo.